# Green Day
Green Day er et amerikansk punk rock band, som blev dannet i 1986 af guitarist og forsanger Billie Joe Armstrong og bassist og sanger Mike Dirnt. I det meste af bandets karriere har det også bestået af trommeslager og sanger Tré Cool. I 2012 blev guitarist Jason White fuldgyldigt medlem, efter at have været turnémedlem ved bandet i over 10 år. Før Tré Cool blev trommeslager var John Kiffmeyer en del af gruppen.

## Karriere
Green Day har udgivet 14 studiealbummer og mange singler. I 1991 udgav de albummet 39/Smooth, hvilket ikke blev nogen stor succes. I år 2006 var der ca. solgt 10 millioner eksemplar i USA af albummet, hvilket sandsynligvis skal tilskrives Green Day-navnet.
Året efter udkom deres andet album Kerplunk. Det solgte omkring 680.000 eksemplarer. Det indeholdt blandt andet sangen "Welcome to Paradise", der blev genindspillet på deres tredje album. Det har ligesom 39/Smooth solgt cirka 4 millioner eksemplarer på verdensplan i år 2009.
I 1994 udkom deres gennembrudsalbum. Dookie kom i handelen og blev en stor succes og solgte 10 millioner på verdensplan, og indeholder et par af Green Days største hits som f.eks. "Longview", "Welcome to Paradise", "When I Come Around" og "Basket Case", som blev bandets helt store gennembrudshit. Til dato er der solgt 26 millioner eksemplarer af Dookie verden over.
I 1995 udgav Green Day endnu et album, Insomniac. Det blev ikke en nær så stor succes som Dookie, men solgte alligevel til dobbelt platin, og havde dengang solgt omkring 1,9 millioner eksemplarer og indholder hits som "Geek Stink Breath", "Brain Stew / Jaded" og "Walking Contradiction". Ca. 11 år efter udgivelsen har Insomniac solgt omkring 4 millioner eksemplarer.
Der skulle gå to år, før Green Day udgav det næste album, Nimrod, som fik en god modtagelse og solgte dobbelt platin, ikke mindst pga. sangene "Nice Guys Finish Last", "Hichtin' a Ride" og hittet "Good Riddance (Time of Your Life)", som hærgede radiostationer verden over. Nimrod havde ligesom Insomaniac solgt ca. 1,9 millioner plader, da den var på banen. I dag er der blevet solgt 10 millioner Nimrod-albummer verden over.
Tre år senere i år 2000 udkom albummet Warning, som ikke blev en succes, men det solgte alligevel omkring 1 million eksemplarer og havde radiohits som "Wating", "Minority" og "Warning". Til dato er der dog blevet solgt 6 millioner eksemplarer af albummet.
I 2001 udgav Green Day deres opsamlingsalbum, som hed International Superhits!, hvor der var blevet plads til til to nye sange, "Maria" og "Poprocks and Coke". Udgivelsen indeholder 21 af Green Days absolut største hits, fra Dookie-albummet og op til Warning-albummet. Desuden er alle sangene skrevet af forsanger Billie Joe Armstrong, undtagen "Emenius Sleepus" af Mike Dirnt. Pladen fik dengang platin for at have solgt 2,4 millioner eksemplarer, og i dag er der blevet solgt cirka 5 millioner eksemplarer af den verden over.
I 2002 udsendte Green Day cd'en Shenanigans, som indeholdt alle deres b-side-numre. Pladen solgt ikke det store og har indtil videre solgt omkring 183.000 eksemplarer, og i dag regner man med, at der er solgt cirka 2 milloner eksemplarer af Shenanigans. Den mest kendte sang på pladen er nok "Scumbag" som har været brugt som soundtracket til American Pie.
I 2004, hvor alle troede, at Green Day var gledet lidt fra hinanden, havde gruppen ikke udgivet nogen cd i samme størrelsesorden som Dookie, som udkom for mere end 10 år siden. Men den 21. september 2004 udgav Green Day det meget politiske og meget personlige album American Idiot. Albummet havde et hav af nummer 1 hits på sig som f.eks. første-singlen "American Idiot", den 9 minutter lange rock-opera "Jesus Of Surburbia", "Holiday", "Boulevard of Broken Dreams" og "Wake Me Up When September Ends", som alle har været nummer 1 på alverdens hitlister.
American Idiot er det næstbedst sælgende Green Day-album med omkring 4,1 millioner solgte eksemplarer. Senere har pladen også sat gang i salget af alle Green Days album, og selv har det solgt 32 millioner eksemplarer, hvilket gør det til gruppens bedst sælgende til dato.
I 2005 udgav Green Day deres live DVD Bullet in a Bible som blev optaget den 18.-19. juni 2005 i Milton Keynes' National Bowl i England med 65.000 tilhørere. På albummet American idiot havde Green Day fire ekstra-musikere med: Jason White, Jason Freese, Ronnie Blake og Mike Pelino.
Green Day har solgt omkring 100 millioner albummer verden over.
Bandet planlægger at gå i gang med en efterfølger til American idiot i år 2008, og i mellemtiden har de også genindspillet The Skid's nummer The Saints are Coming sammen med U2. De har også genindspillet John Lennon's nummer Working Class Hero.
Green Days ottende studio album 21st Century Breakdown udkom den 15. maj 2009. Første single derfra "Know Your Enemy" udkom som download via iTunes og Amazon.com den 16. april 2009.
Mellem 2012 og 2013 udgav bandet en albumstrilogi. ¡Uno! blev udgivet den 21. september, 2012, ¡Dos! den 9. november, og ¡Tré! den 7. december 2012.
Deres største koncert var, da de spillede på Wembley Stadion den 19. juni 2013.[kilde mangler]

## Bandmedlemmer
| Nuværende medlemmer - Billie Joe Armstrong – forsang, guitar, klaver, harmonika (1986–i dag) - Jason White – guitar, kor (2012–i dag; turnémedlem 1999–2012) - Mike Dirnt – bas, kor (1988–i dag); guitar (1986–1988) - Tré Cool – trommer, percussion, kor (1990–i dag) Tidligere medlemmer - Jason Relva – bas, kor (1986) - Sean Hughes – bas, kor (1987–1988) - Raj Punjabi – trommer, percussion, kor (1986) - John Kiffmeyer – trommer, percussion, kor (1987–1990) - Dave Henwood – trommer, percussion, kor (1990) | Session og turnémedlemmer - Jeff Matika – guitar, kor (2009–i dag) - Jason Freese – keyboard, klaver, saxofon, trombone, kor (2004–i dag) Tidligere session og turnémedlemmer - Timmy Chunks – guitar, kor (1997–1999) - Mike Pelino – guitar, kor (2004–2005) - Garth Schultz – trombone, trumpet (1997–1999) - Gabrial McNair – trombone, saxofon (1999–2001) - Kurt Lohmiller – trumpet, pauker, percussion, kor (1999–2004) - Ronnie Blake – trumpet, pauker, percussion, kor (2004–2005) |

## Diskografi
| År   | Titel                       | Udgivelsesdato | Pladeselskab     |
| ---- | --------------------------- | -------------- | ---------------- |
| 1990 | 39/Smooth                   | 13. april      | Lookout! Records |
| 1992 | Kerplunk                    | 17. januar     | Lookout! Records |
| 1994 | Dookie                      | 1. februar     | Reprise Records  |
| 1995 | Insomniac                   | 10. oktober    | Reprise Records  |
| 1997 | Nimrod                      | 14. oktober    | Reprise Records  |
| 2000 | Warning                     | 3. oktober     | Reprise Records  |
| 2004 | American Idiot              | 20. september  | Reprise Records  |
| 2009 | 21st Century Breakdown      | 15. maj        | Reprise Records  |
| 2012 | ¡Uno!                       | 21. september  | Reprise Records  |
| 2012 | ¡Dos!                       | 9. november    | Reprise Records  |
| 2013 | ¡Tré!                       | 7. december    | Reprise Records  |
| 2016 | Revolution Radio            | 7. oktober     | Reprise Records  |
| 2020 | Father of All Motherfuckers | 7. februar     | Reprise Records  |
| 2024 | Saviors                     |                |                  |